# Convent de Santa Mònica
|  | Per a altres significats, vegeu «Convent de Santa Mònica (Guissona)». |

El Convent de Santa Mònica és un edifici situat a la Rambla de Barcelona, catalogat com a bé cultural d'interès nacional. Actualment és la seu del Centre d'Arts Santa Mònica.

## Història
Els agustinians descalços s'establiren a Barcelona el 1618, fora muralla. El 1619 adquiriren una nova propietat, vora el portal de Santa Madrona, on bastiren una petita església, beneïda el 18 de desembre d'aquell mateix any. El temple definitiu (1626-1636), era d'una nau, amb quatre capelles laterals per banda, comunicades entre si per sota de tribunes, i creuer amb cúpula al centre. Després de l'exclaustració de 1835, esdevingué parròquia i les antigues dependències conventuals foren utilitzades com a casa rectoral i dependències municipals.

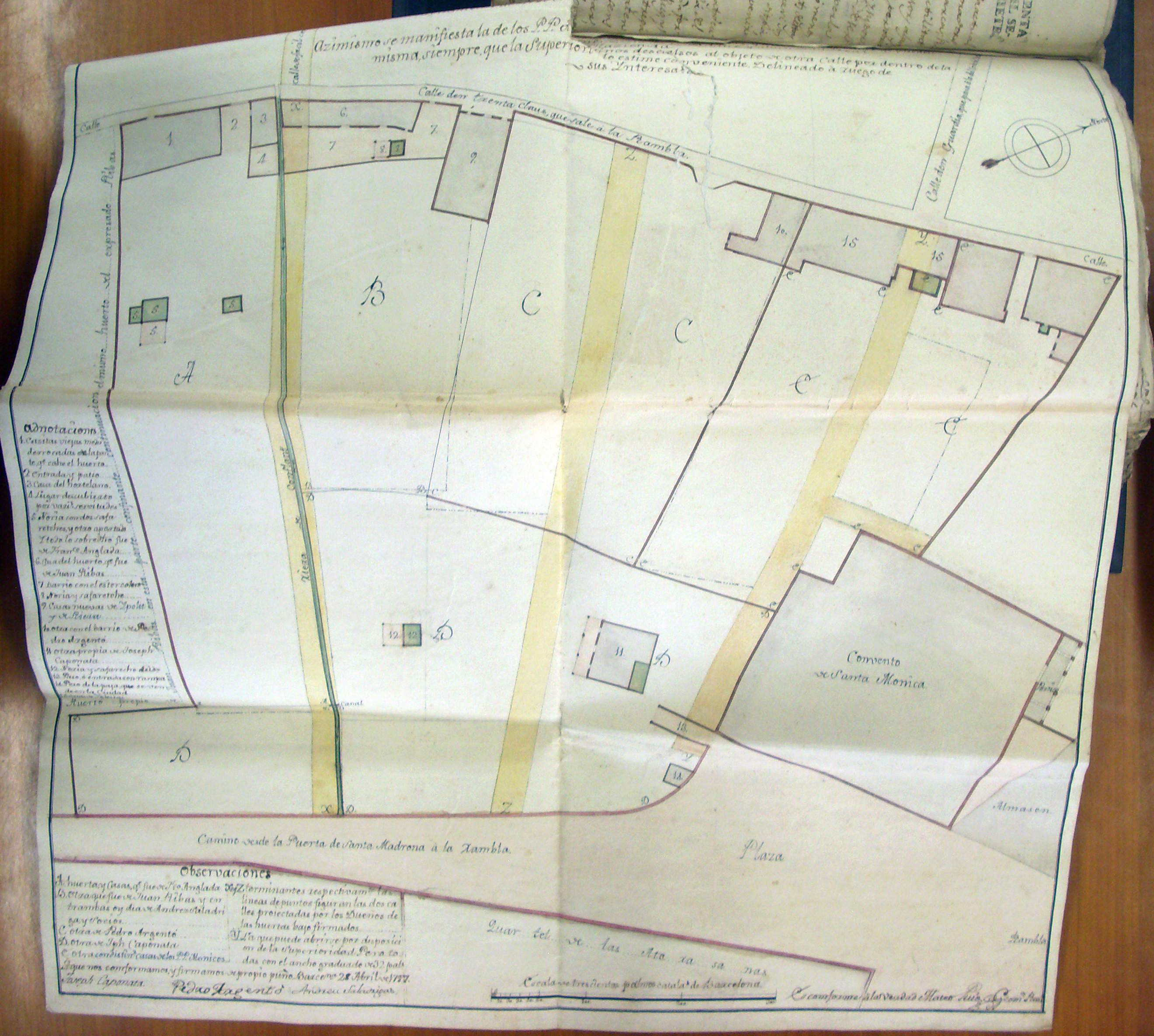
Projecte d'obertura de carrers als horts del voltant del convent (1797)

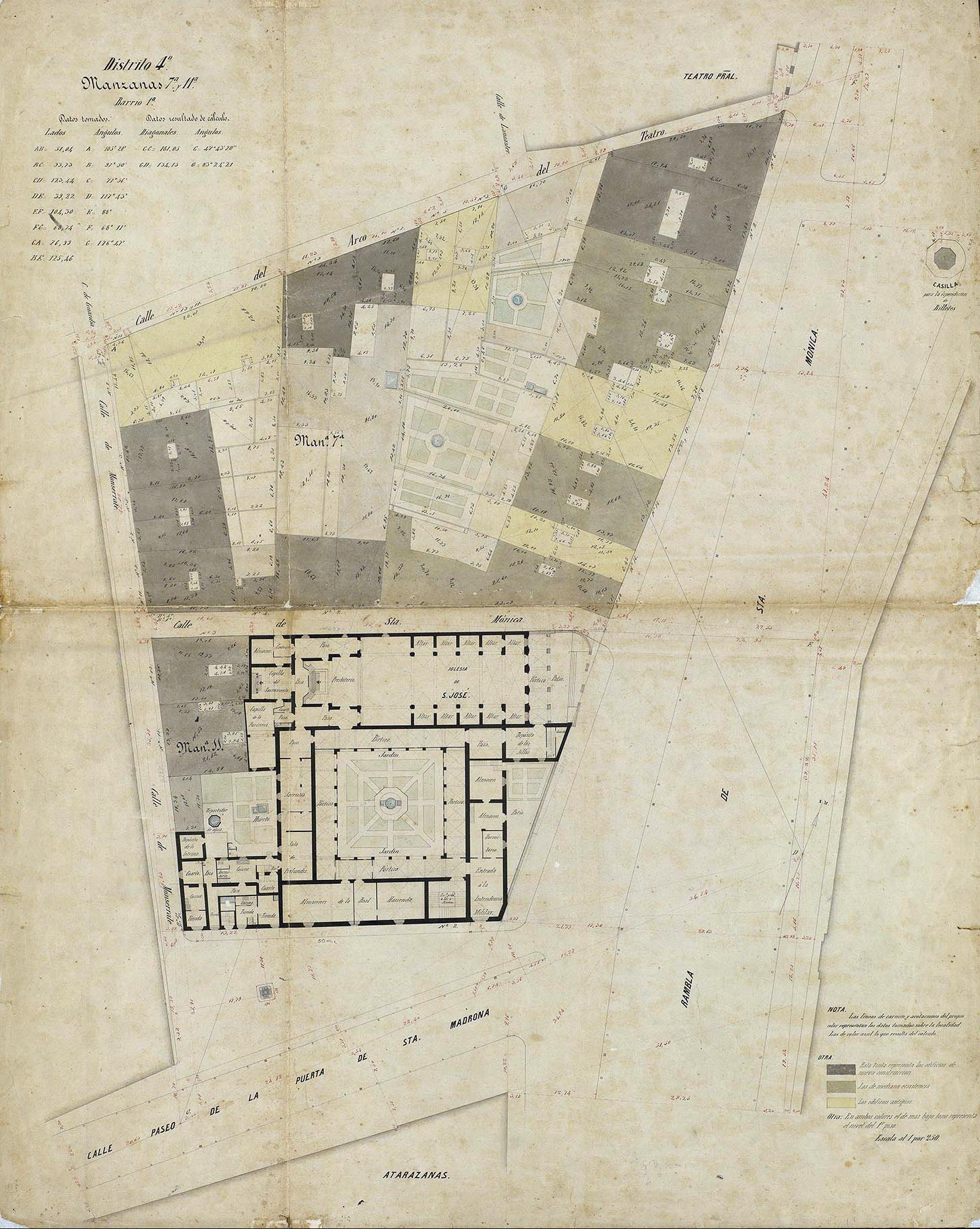
Quarteró núm. 81 de Garriga i Roca (c. 1860)

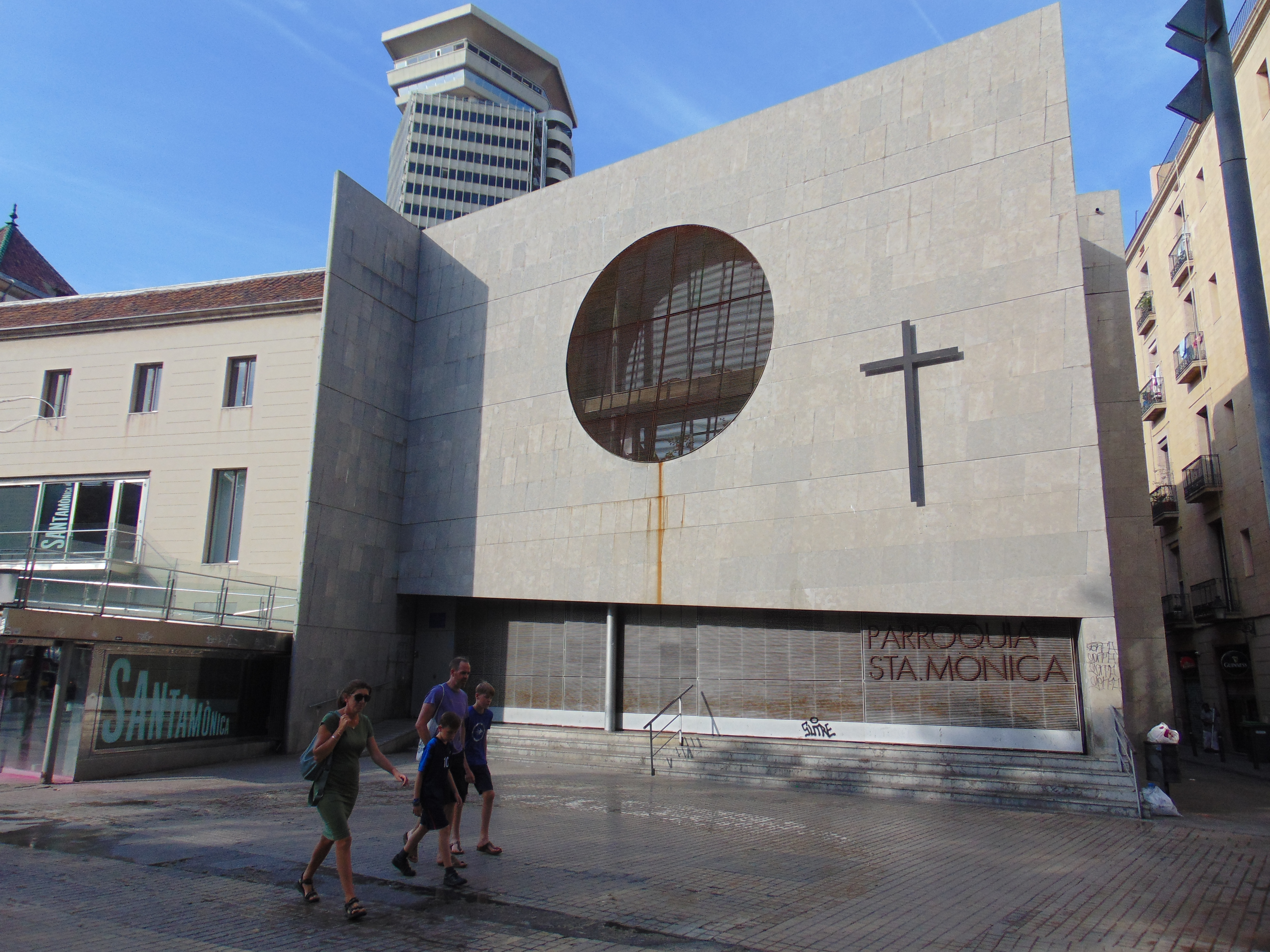
Façana de la parròquia

El 1887, fou reformada per l'arquitecte Joan Martorell i Montells, que hi bastí una nova façana d'estil eclèctic. El 1936, durant l'esclat de la Guerra Civil, l'església fou incendiada i destruïda, i en el seu lloc s'alçà l'actual, de construcció moderna. Durant la postguerra, el claustre fou utilitzat com a església provisional, i el pou o cisterna que hi havia al mig del pati, i que datava del 1804, fou desmuntat.
El 1984, el convent fou declarat monument historicoartístic, i el 1987, el Departament de Cultura de la Generalitat de Catalunya n'inicià la restauració segons el projecte i la direcció dels arquitectes Helio Piñón i Albert Viaplana, per a dedicar-lo a activitats culturals i sales d'exposició.
El 2003, s'hi van projectar noves reformes, entre les quals destacava la creació d'una nova sala d'exposicions, recobrint l'antic claustre.

## Arquitectura
De l'antic convent se'n conserven tres ales de les dependències conventuals, situades entorn del claustre, de planta quadrada. Aquestes s'organitzen amb planta baixa i dos pisos sota coberta de teula àrab i amb façanes de gran simplicitat compositiva i de gust barroc classicista, molt auster pel que fa a l'ús d'elements ornamentals. A la intersecció de les dues naus s'alça una característica torratxa de planta quadrada amb coberta piramidal.
El claustre consta de planta baixa i dos pisos. Les galeries inferiors estan organitzades mitjançant sis arcs de mig punt per banda, que recolzen sobre pilars de secció quadrada. Les ales es cobreixen amb volta per aresta. Al primer pis s'obren tres balcons amb llosana i, al darrer pis, una galeria d'onze arquets per banda, que, probablement, és el resultat d'una reforma més tardana, com sembla confirmar-ho el canvi en l'ús dels materials que hi ha entre la planta primera (pedra de Montjuïc) i la segona (maçoneria).
L'element més destacat de la reforma de Piñón i Viaplana és la rampa d'accés des de la Rambla, amb làmines de fusta sobre una estructura d'acer i que actua com un balcó obert de grans dimensions.